# Dinoderus perfoliatus
Dinoderus perfoliatus är en skalbaggsart som beskrevs av Henry Stephen Gorham 1886. Dinoderus perfoliatus ingår i släktet Dinoderus och familjen kapuschongbaggar. Inga underarter finns listade i Catalogue of Life.